# Багиров, Багир Али оглы
Багиров Багир Али оглы — доктор геолого-минералогических наук, профессор, член-корреспондент Национальной академии наук Азербайджана.

## Биография
Б. Багиров Родился 8 августа 1936 года в Масаллинском районе (Азербайджан). После окончания средней школы он учился на геологоразведочном факультете Азербайджанского государственный университета нефти и промышленности и получил квалификацию горного инженера.

## Деятельность[1]

### Научная деятельность
- В 1969 году получил ученую степень доктора философии по геолого-минералогическим наукам на тему "Геологические основы доразработки залежей КС в условиях месторождений «открытого» типа (на примере Балаханы-Сабунчи-Раманинской площади)" [2]
- В 1984 г. в Москве защитил докторскую диссертацию на тему "Геологические основы повышения эффективности разработки нефтяных месторождений".
- В 1990 г. получил ученое звание профессора[2]
- В 2001 г. избран в члены-корреспонденты Национальной академии наук Азербайджана

### Педагогическая деятельность
- 1988-2016 гг – заведующий кафедрой в Азербайджанской Государственной Нефтяной Академии
- С 2016 г. по настоящее время – профессор-консультант

### Основные научные достижения
Обоснование методов создания геологических основ разработки месторождений нефти и газа.

#### Названия научных работ
- Нефтегазопромысловая геология (учебник; Баку-2011, на азербайджанском языке)
- Анализ результатов разработки морских месторождений Азербайджана, характеризующихся различными геологическими условиями. «Нефтяное хозяйство». Москва, №8, 2016 (в соавторстве с Л.А. Абдуллаевой);
- Перспективы разработки залежей с трудноизвлекаемыми запасами нефти месторождений Азербайджана. Известия высших учебных заведений. Горный журнал. Уральский Государственный Горный Институт. №6, 2016 (в соавторстве с Ф.Ф. Магеррамовым).

## Членство в научных организациях
- Президент Азербайджанского общества геологов-нефтяников

## Премии и награды
Заслуженный Деятель Науки Азербайджана